# Mulann
Mulann (Eigenschreibweise MULANN) ist ein französisches Unternehmen.
Ende 2012 erwarb Jean‐Luc Renou die Firma Mulann aus Lannion, die auf die Prüfung von Smartcards und Magnetkarten spezialisiert ist. Seit Ende 2014 notiert das Unternehmen an der Börse. Im Januar 2015 erwarb Mulann die Firma Pyral aus Avranches, einen der letzten verbleibenden Hersteller von analogen Magnetbändern. Pyral ist der Nachfolger der Magnetbandsparten von Agfa und BASF/Emtec Magnetics.
Im Juni 2016 wurde die Tonband-Produktion wieder aufgenommen.